# NGC 3108
NGC 3108 is een spiraalvormig sterrenstelsel in het sterrenbeeld Luchtpomp. Het hemelobject werd op 28 januari 1835 ontdekt door de Britse astronoom John Herschel.

## Synoniemen
- ESO 435-32
- MCG -5-24-19
- AM 1000-312
- PGC 29076